# Station Głodowo Kościerskie
Station Głodowo Kościerskie is een spoorwegstation in Polen.